# Dianthus tichomirovii
Dianthus tichomirovii là loài thực vật có hoa thuộc họ Cẩm chướng. Loài này được Devyatov, Taisumov & Teimurov mô tả khoa học đầu tiên năm 1999.